# Ignacio Baca Lobera
Ignacio Baca Lobera (Ciudad de México, 28 de junio de 1957) es un compositor mexicano que ha incursionado en los campos de la música de cámara, música orquestal y música electrónica, así como en el uso de recursos experimentales.

## Biografía

### Formación artística
Comenzó su formación musical de manera autodidacta. Estudió la licenciatura en composición en la Universidad Nacional Autónoma de México. Realizó una maestría y un doctorado en composición musical en la Universidad de California, sede San Diego.
Entre sus maestros de composición se encuentran Joji Yuasa, Julio Estrada y Brian Ferneyhough. Baca Lobera considera que Estrada fue su primer maestro de composición. Y durante su estancia en la Universidad de California en San Diego, Yuasa y Ferneyhough fueron los profesores que más influenciaron su formación como compositor.

## Carrera musical
Sus composiciones han sido interpretadas y grabadas por distintos ensambles y artistas, como Pablo Gómez, John Fonville, el Ensamble Ónix, Tambuco, la Orquesta Sinfónica de Guanajuato y la Orquesta Filarmónica de Tokio.
En el año 2021, fue reconocido en Querétaro con el Premio Estatal de Cultura en el campo de la música, por su trayectoria y labor. Es integrante del Sistema Nacional de Creadores de Arte.

## Obra
Su obra utiliza procesos de música contemporánea, como el uso de microtonalismo, procedimientos aleatorios, métodos de graficación aplicados a la composición, así como la teoría de redes.
| Año       | Título                                          | Dotación instrumental | Duración          |
| --------- | ----------------------------------------------- | --- | ----------------- |
| 1979      | Interacción                                     | Cuarteto de cuerdas | 5'                |
| 1980      | Contornos                                       | Flauta (piccolo), oboe, clarinete, fagot (contrafagot), 3 violines, viola, violonchelo, contrabajo                                  | 8'                |
| 1982      | Estudio                                         | Piano microtonal a cuatro manos | 5'                |
| 1983      | Sexteto                                         | Flauta, oboe, corno, piano, violín y violonchelo                                                                                    | 8'                |
| 1983      | In Memoriam                                     | Flauta, oboe, violonchelo | 5'                |
| 1986      | Tres Minimams                                   | Clarinete, violín, piano | 6'                |
| 1987      | Invención núm. 2 (revisada en 1990)             | Violonchelo solo | 8'                |
| 1988      | Cuatro piezas vocales y un preludio             | Mezzosoprano, clarinete, violonchelo                                                                                                | 9'                |
| 1989      | Neumas (revisada en 1997)                       | Oboe solista, dos percusiones e instrumentos de cuerda                                                                              | 8-9'              |
| 1990-1992 | Entrada a la Madera                             | Soprano, mezzosoprano, oboe, clarinete, percusiones, piano, violín, violonchelo                                                     | 12'               |
| 1991-1997 | Invención núm. 4                                | Percusiones | 7'                |
| 1991-1997 | Invención núm. 5                                | Oboe | 7'                |
| 1991      | Tríos (y dobles)                                | Flauta, oboe, clarinete, dos trombones, dos percusiones, dos violonchelos                                                           | 10'               |
| 1992      | Taleas                                          | Oboe, clarinete, fagot, dos percusiones, piano, dos violines, viola, violonchelo, contrabajo                                        | 12'               |
| 1992      | Mundos interiores                               | Flauta alto, dos percusiones, violín, violonchelo                                                                                   | 14'               |
| 1992      | Dúo                                             | Flauta, guitarra | 9'                |
| 1992-1993 | Fragmento (revisada en 2003)                    | Guitarra, contrabajo | 4'                |
| 1993      | Mapamundi                                       | Orquesta sinfónica | 17'               |
| 1993      | Tres pequeñas piezas                            | Violonchelo, piano | 7'                |
| 1993      | Cuarteto                                        | Cuarteto de cuerdas | 8'                |
| 1993-1994 | Breathing                                       | Clarinete, piano | 7'                |
| 1994      | Septeto (Fractura)                              | Oboe (corno inglés), clarinete (clarinete bajo), percusión, piano, violín, violonchelo, contrabajo                                  | 10'               |
| 1994      | Cinco Miniaturas                                | Violín, violonchelo | 7-8'              |
| 1994-1995 | TIerra Incógnita (revisada en 1996)             | Orquesta sinfónica | 14'               |
| 1995      | Tabla Rasa. Cuatro piezas                       | 14 instrumentos de cuerda | 10'               |
| 1995-1996 | Fase 11                                         | Cuatro percusiones | 13'               |
| 1995-1996 | Seis piezas                                     | Tres clarinetes | 10'               |
| 1995-1996 | Taleas II                                       | Oboe, clarinete, fagot, percusión, piano, dos violines, viola, violonchelo, contrabajo                                              | 11'               |
| 1996      | Entrada en Materia                              | 14 instrumentos de cuerda | 9'                |
| 1996      | Discantus                                       | Flauta, piano | 6'                |
| 1997      | Invención núm. 6                                | Clarinete solo | 7'                |
| 1998-1999 | Sin título                                      | Oboe, cinta | 9'                |
| 1998-1999 | Tres piezas                                     | Guitarra sola | 11'               |
| 1999      | After W                                         | Clarinete solo | Duración variable |
| 1999      | Dúo II                                          | Oboe, percusión | 9'                |
| 1999      | Fix                                             | Violonchelo solo | 6'                |
| 1999-2000 | Cinco piezas para orquesta                      | Orquesta sinfónica | 15'               |
| 1999      | Segundo Cuarteto (5.1)                          | Cuarteto de cuerdas | 7'                |
| 1999      | Music for William                               | Música electrónica para coreografía                                                                                                 | 23'               |
| 1999-2000 | Cinco piezas                                    | Música electrónica | 35'               |
| 1999      | Concierto para cuatro percusionistas y orquesta | Cuatro percusiones, orquesta sinfónica                                                                                              | 15'               |
| 2000      | Recollection                                    | Saxofón soprano, trombón, percusión, guitarra amplificada                                                                           | 9'                |
| 2000      | Recollection II                                 | Flauta, clarinete, percusión, piano, violín, viola, violonchelo                                                                     | 10'               |
| 2000      | Notes from the Basement                         | Flauta, cinta | 8'                |
| 2000      | X                                               | Música electrónica | 9'                |
| 2000      | Recall                                          | Guitarra, cinta | 9'                |
| 2001      | Archipiélago                                    | Clarinete bajo, cinta | 7'                |
| 2001      | Variación                                       | Clavecín, dos boomboxes | 7'                |
| 2001      | Hai                                             | S, BAR, coro de niños, orquesta sinfónica                                                                                           | 9'                |
| 2001      | Estudio de Resonancia I                         | Piano, cinta | 5'                |
| 2001      | Estudio de Resonancia II                        | Música electrónica | 5'                |
| 2001      | Estudio de Resonancia III                       | Flauta (flauta baja), clarinete (clarinete bajo), piano, violín, violonchelo                                                        | 10'               |
| 2001      | Absynth I                                       | Música electrónica | 7'                |
| 2001      | Absynth II                                      | Música electrónica | 7'                |
| 2002      | Cinta 2                                         | Música electrónica | 5'                |
| 2002      | Sin título                                      | Flauta, cinta | 8'                |
| 2002      | Doppelgänger                                    | Clarinete bajo solo | 7'                |
| 2002      | Axs                                             | Saxofón (barítono o alto), cinta | 6'                |
| 2002      | Kerouacmexicablues                              | Piano, cinta | 5'                |
| 2002      | Dúo IV                                          | Guitarra, percusión | 7'                |
| 2002      | Pmej                                            | Coro mixto | 4'                |
| 2002-2003 | Estudio                                         | Clarinete bajo, órgano | 8'                |
| 2002-2003 | Non Mensurato I (In Memoriam)                   | Flauta (flauta baja), oboe, violonchelo                                                                                             | 10'               |
| 2002-2003 | Un día como cualquier otro                      | Percusión, cinta | 25'               |
| 2002-2003 | Non Mensurato II                                | Flauta (flauta baja),oboe, clarinete (clarinete bajo), trombón, percusión, piano, 2 violines, viola, violonchelo, contrabajo, cinta | 21'               |
| 2002-2003 | Tres miniaturas                                 | Orquesta de cámara | 6'                |
| 2003      | Hjadi                                           | Guitarra, contrabajo | 5'                |
| 2004      | Occasional Exit                                 | Clarinete bajo, percusión |                   |
| 2004      | Unknown Skills                                  | Violonchelo, cinta (dos pistas) | 11'               |
| 2004      | Rational Repertoire                             | Flauta, clarinete bajo, piano | 6'                |
| 2014      | De la singularidad IV                           | Percusión, orquesta sinfónica |                   |

## Premios y reconocimientos
- 1992 - Kranichsteiner Musikpreis en Darmstadt, Alemania[4]
- 1996 - Irino Music Prize, en Japón[4]
- 2001 - Fellowship de la Fundación Guggenheim en Estados Unidos[4]
- 2021 - Premio Estatal de Cultura Querétaro 2021 en la categoría de música[6]

## Grabaciones

### Monográficos
- Baca Lobera - Música de cámara, Ensamble Liminar. 2014[2]
- Materiales I.
- Remixes. 2018

### Inclusión en otros discos
- Mundos interiores. Rand Steiger/Sonor Ensemble (Einstein Records: EIN 014, 2000)[1]
- Tres Piezas de Guitarra. Pablo Gómez, guitar (Quindecim Recordings: QP01067, 2001)[1]
- Fase II. Tambuco (Quindecim Recordings: QP01081, 2001)[1]
- De qué lado... ?. Anna Margules (flautas de pico). Pista3. Memento, para flauta. 2007[11]
- There Never Is No Light. Joshua Rubin (clarinete). Pista 4. Salto cuántico, para clarinete preparado y electrónica. 2014[12]
- Convergencias. Ensamble Ónix, Abel Romero (violín). Pista 2. Máquinas invisibles de tiempo III. Urtext. 2018[13]